# Metoda delficka
Metoda delficka należy do grupy metod heurystycznych, w których do podejmowania decyzji wykorzystuje się wiedzę, doświadczenie i opinie ekspertów z danej dziedziny. Wykorzystywana jest do wypracowania konsensusu eksperckiego, a w szczególności używana była historycznie do określania prawdopodobieństwa lub czasu zajścia przyszłych zdarzeń. Postawioną prognozę uzyskuje się poprzez przeprowadzenie serii ankiet albo aktualizowanej w czasie rzeczywistym ankiety wspomaganej komputerowo wśród ekspertów.
Nazwa metody delfickiej pochodzi od nazwy starożytnego greckiego miasta Delfy, gdzie w świątyni Apollina przy pomocy kapłanki zwanej Pytią przepowiadana była przyszłość.

## Opis
Za prekursorów metody delfickiej uważa się Olafa Helmera oraz Normana Dalkeya, którzy opisali tę metodę w latach 50. XX wieku dla oceny sytuacji militarnych (zapobieganie dużym ofiarom bombardowań w Stanach Zjednoczonych). Jej pierwsze szerokie zastosowanie miało miejsce przy prowadzeniu badań prognostycznych przez Theodore'a J. Gordona i Helmera w 1963 r. w RAND Corporation w Santa Monica (Kalifornia, USA).
Tradycyjne ekspertyzy prognostyczne są z reguły drogie, charakteryzują się dominacją jednej lub kilku indywidualności, dużą presją grupy na uczestników konferencji, brakiem odpowiedzialności uczestników oraz niechęcią do publicznej zmiany zajętego wcześniej stanowiska, a także przeciążeniem zbędnymi lub niezwiązanymi z tematem informacjami. Metodę delficką, która ma być pozbawiona tych wad, cechuje:
- niezależność opinii
- anonimowość opinii oraz ekspertów
- unikanie dominujących osobowości
- kontrolowane sprzężenie zwrotne
- zdalna, asynchroniczna, grupowa komunikacja
- statystyczne opracowanie wyników
- wieloetapowość
- uzgadnianie i sumowanie opinii kompetentnych osób

Etapy badania ankietowego w metodzie delfickiej
1. Zdefiniowanie problemu
2. Wybór grona ekspertów
3. Przygotowanie i wysłanie ankiety
4. Analiza odpowiedzi zwrotnych
5. Czy zgoda została osiągnięta:
– Tak, przejście do pkt. 8
– Nie, przejście do pkt 6
6. Przygotowanie i wysłanie następnej ankiety
7. Kolejna analiza odpowiedzi, powrót do pkt 5
8. Przedstawienie wyników
Problem zwykle jest definiowany przez organizatorów badania, niekiedy eksperci proszeni są o zasugerowanie tematów. W kolejnym etapie przygotowywane są pytania ankietowe. Ich prawidłowe i dokładne przygotowanie warunkuje uzyskanie w miarę szybkiej i dokładnej prognozy. Liczba pytań powinna wynosić co najwyżej 25, a realizacja treści jednego pytania nie powinna mieć wpływu na pozostałe pytania. Bardzo często do ekspertów wysyłane są ankiety próbne, z wyników których formułuje się ostateczną ankietę.
Eksperci, po otrzymaniu listy pytań, zwracają udzielone odpowiedzi, które następnie są analizowane. Jeśli organizatorzy stwierdzą zgodność opinii, prezentowane są finalne wyniki. W przeciwnym wypadku formułuje się nową ankietę wraz z wynikami poprzedniej. Gdy któryś z ekspertów (lub kilku) udziela skrajnych odpowiedzi, żąda się wtedy wytłumaczenia i uzasadnienia stanowiska. Dzięki temu wyodrębnia się ekstremistów. Powtórzenie badania zmniejsza zakres rozbieżności opinii i doprowadza do uzgodnionej opinii większości ekspertów.
Wady metody delfickiej:
1. Wolna
2. Kosztowna
3. Ograniczona do jednego tematu
4. Założenie, że zgodność opinii jest równoznaczna z ich prawdziwością i trafnością
5. Trudności w doborze grupy ekspertów
6. Konieczność zaangażowania dużej liczby osób opracowujących ankietę i odpowiedzi
7. Brak bezpośredniej wymiany poglądów
8. Wykorzystanie tylko do prognoz długookresowych, co utrudnia weryfikację
W drugiej połowie lat 90. DARPA sfinansowała rozwinięcie tradycyjnej metody delfickiej w kierunku w pełni zinformatyzowanej, symultanicznej techniki badawczej, która umożliwia skrócenie czasu badania. Metodę tę, opracowaną przez Theodore'a Gordona nazywana jest Metodą Delficką w Czasie Rzeczywistym (ang. real-time delphi). Istnieje również polska aplikacja do realizacji badań delfickich w czasie rzeczywistym.